# Australia en los Juegos Olímpicos de Innsbruck 1964
Australia estuvo representada en los Juegos Olímpicos de Innsbruck 1964 por cinco deportistas, tres hombres y dos mujeres, que compitieron en esquí alpino.
El equipo olímpico australiano no obtuvo ninguna medalla en estos Juegos.